# Церковь святого благоверного князя Александра Невского при Министерстве иностранных дел Российской империи
Церковь святого благоверного князя Александра Невского при Министерстве иностранных дел Российской империи — православный домовый храм, построенный в 1828 году в Санкт-Петербурге при Министерстве иностранных дел Российской империи. Сохранился до XXI века и в настоящее время является частью музейной экспозиции Государственного Эрмитажа.

## История

### До 1917 года

#### Обустройство церкви
Этот храм в честь святого князя Александра Невского являлся домовой церковью в правительственном здании, возведённом архитектором К. И. Росси, при Министерстве иностранных дел (МИД) Российской империи. Весь ансамбль правительственного строения расположен на территории от реки Мойки до Невского проспекта, и МИДу была отдана его левая часть.
Церковь Александра Невского не была единственной в этом ансамбле: при Главном Штабе была устроена церковь святого Георгия Победоносца, оформленная при участии архитектора Н. А. Ткачёва; она не сохранилась.
Высочайшее повеление об устройстве церкви дано 1 марта 1827 года, когда строительство уже было закончено, поэтому потребовалось переделывать готовое помещение — оно размещалось на четвёртом — последнем — этаже здания по Певческому проезду. Постройку контролировали члены строительной комиссии, управляющий кабинетом граф Д. А. Гурьев, Л. Г. Сенявин, князь Урусов и другие лица. Обязанности главного наблюдателя исполнял коллежский советник Ошеметков.
Площадь церковного помещения составила 133 м² (прямоугольник со сторонами 19 на 7 м). Освещался храм через окна в алтаре и люкарну в куполе. Отделка интерьера была выполнена в стиле ампир: стены покрыты искусственным белым мрамором с голубыми коринфскими пилястрами, капители которых были посеребрены, как и карниз со сложным профилем.
Иконостас заказали у охтинских резчиков Николая Тарасова и Василия Бобкова, он был одноярусным и вырезан из сосны, отличаясь белым с серебром цветом. Царские двери позолоченные с резными виноградными ветками и листьями, наверху в лучах позолоченный голубь.
Академиком В. К. Шебуевым для этого иконостаса написаны четыре образа, за эту работу ему заплатили тысячу рублей. Три картины, посвящённые Богоматери Марии, выполнил профессор А. К. Виги; их разместили на стенах храма в посеребрённых рамах. Алтарная картина — запрестольный образ — изображала Воскресение Христово. Вдовствующая императрица Мария Фёдоровна копией этого образа украсила свою комнату для молитв в крепости Бип в городе Павловске.
Иконы в церкви были следующие: справа от входа образ св. князя Владимира, слева — Андрея Первозванного, в простенках справа — снятие со креста, слева — Рождество Христово. Справа у клиросов икона св. Александра Невского, слева — Николая Мир-Ликийского Чудотворца; на южной стороне в арках Введение во Храм, на северной стороне — Рождество Богородицы, на западной Успение.
В парусах купола четыре евангелиста, на аналоях у правого клироса образ Божией Матери «Всех скорбящих Радость», у левого образ Александра Невского; на Царских вратах картина Благовещения и четыре Евангелиста, на боковых дверях Архангелы Михаил и Гавриил, в центре — Спаситель и Божия Матерь, а над Царскими вратами изображение Тайной Вечери. Евангелистов изобразил художник Лейбин.
Искусственное освещение обеспечивали, помимо бра и центральной люстры (панакадила), четыре деревянных посеребрённых канделябра с 11-ю рожками («рукавами»), что позволяло зажигать 44 свечи. Бра для стен по 5 свечей в каждой и паникадило на 25 свечей изготовил мастер Гедет из позолоченной бронзы. Пол покрыли дубовым паркетом, солея возвышена на две ступени, клиросы сделали из чугуна и позолотили, хоругви из серебряного глазета с золотыми кистями и бахромой с резными деревянными позолоченными древками.
Престол в церкви один — во имя св. благоверного и великого князя Александра Невского, он сооружён из дуба, на нём Евангелие, крест и серебряные позолоченные дарохранительницы с фарфоровыми образами. На сосновом жертвеннике размещалась малахитовая дарохранительница и образ с сюжетом «Моление о чаше» — дар товарища министра Николая Алексеевича Муханова. За алтарём расположена ризница, предусмотрена комната для министра и квартира для священника. Для шитья церковных облачений использовали дорогие материи: малиновый бархат, белый глазет, зелёный шёлк и т. п.
Храм освятил 2 сентября по ст. ст. 1828 года архимандрит Евгений из Александро-Невской лавры, антиминс освящён митрополитом Никанором (Клементьевским), а подписан митрополитом Григорием.
Церковь была окружена заботой различных лиц, в первую очередь государственных, а также посторонних. Среди первых можно упомянуть управляющего министерством Льва Григорьевича Сенявина, вице-директора Александра Петровича Озерова и бывшего министра, князя Александра Михайловича Горчакова, а среди вторых — Алексея Петровича Евреинова и Василия Алексеевича Поленова.

#### Церковное хозяйство и настоятели
Метрические книги вели с 1829 года, а церковным хозяйством заведовал специально выделенный для этого чиновник. Причт получал жалование и состоял из иерея-настоятеля и двух псаломщиков, к которым в 1856 году добавили диакона на дьяческую вакансию. Кроме того, причту полагались казённые квартиры с отоплением и освещением, а также часть церковных доходов. Храм был предназначен для министра, его семьи и служащих министерства, других туда не пускали. Службы проводили по православным праздникам, в день восшествия императора на престол, на дни рождения императора и членов его семьи. Также, каждому сотруднику МИД следовало принести в церкви министерства присягу на верность.

Первым настоятелем назначили молодого, но уже известного проповедника и богослова Ксенофонта Делекторского, исполнявшего обязанности вплоть до своей кончины в 1842 году. Именно он, в присутствии экзекутора МИДа титулярного советника Привалова, 27.01.1832 привёл к присяге коллежского секретаря / титулярного советника поэта Александра Пушкина, когда тот поступал на службу в МИД (в Коллегию иностранных дел) для работы в архивах.
После Делекторского настоятелем церкви при доме МИД определён в том же 1842 году Константин Иванович Боголюбов, магистр СПбДА XI курса (1835 г.), профессор СПбДС, бакалавр академии (1838), преподаватель закона Божия в реформатском училище и наблюдатель преподавания православного закона Божия в немецких училищах Санкт-Петербурга.
В 1848 году над храмом появился деревянный оштукатуренный купол с железным позолоченным 4-конечным крестом и с восемью вертикальными окнами: он заменил двойные белые стекла, давшие течь. В 1861 году серебряные покрытия декоративных украшений заменили на золочёные по левкасу, а именно: лучи Всевидящего ока, рамы окон, карнизы и прочее.
В 1888 году настоятелем поставили Всеволода Иосифовича Лаврова, а в 1892 его возвели в сан протоиерея. После него настоятелем с 1899 по 12 мая 1911 был священник Иоанн Смирнов, а с 9 июня 1911 по 1917 — священник Шавельский Василий Иоаннович.

### После 1917 года
Церковь закрыли после Октябрьской революции, в конце 1917; некоторые вещи передали в Кирилло-Белозерский монастырь, картины в Троицкий собор Александро-Невской лавры. В упразднённой церкви открыли музей уголовного розыска, потом в помещении был зал для заседаний и красный уголок городского управления советской милиции. Долгое время помещение занимало военное учреждение, потом его передали Эрмитажу под экспозицию, с 1980-х по 2003 провели реставрацию и установили другой иконостас.